# Pyrolirion arvense
Pyrolirion arvense är en amaryllisväxtart som först beskrevs av Friedrich Gottlieb Dietrich, och fick sitt nu gällande namn av Erhardt, Götz och Seybold. Pyrolirion arvense ingår i släktet Pyrolirion och familjen amaryllisväxter.
Artens utbredningsområde är Peru. Inga underarter finns listade i Catalogue of Life.

## Bildgalleri

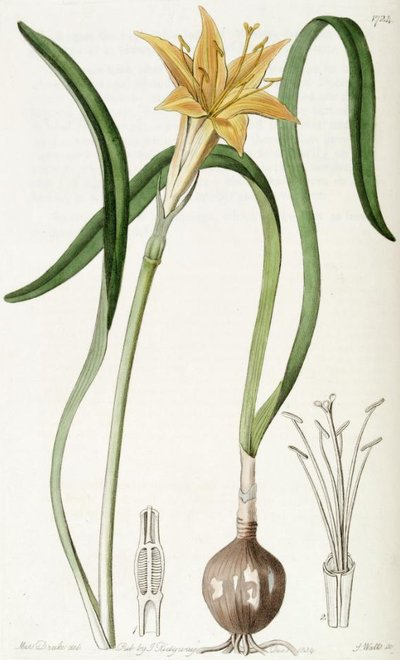